# A közös szenvedély
A közös szenvedély (eredeti cím: United Passions) egy 2014-es francia filmdráma. A film a  Nemzetközi Labdarúgó Szövetségnek (Fédération Internationale de Football Association, FIFA) keletkezéséről és történetéről szól. Kilencven százalékban a FIFA finanszírozta. Főszerepekben Tim Roth, Gérard Depardieu és Sam Neill látható, rendezője Frédéric Auburtin. A filmet 2014. május 18-án mutatták be a cannes-i filmfesztiválon.

## Cselekmény
|  | Alább a cselekmény részletei következnek! |

1905-ben, miután az angol labdarúgó-szövetség visszautasítja a nemzetközi labdarúgó-szövetség megalakítására vonatkozó ajánlatát, Robert Guérin megalapítja a FIFA-t, és magát teszi meg első elnöknek. Évekkel a megalakulása után a szervezet még mindig ismeretlen. Jules Rimet, a FIFA akkori elnöke nyilvánosan kigúnyolja Uruguay győzelmét az 1924. évi nyári olimpiai labdarúgójátékokon, abban a reményben, hogy ez a merész lépés a FIFA-t a nyilvánosság előtt is láthatóbbá teszi. A média azonban nem foglaalkozik velük. Még mindig optimista, ezért úgy dönt, hogy az egyetlen módja annak, hogy ismertté tegyék a szervezetüket, egy valóban nemzetközi torna, a világbajnokság megrendezése.
Rimet már azon a ponton van, hogy pénzhiány miatt feladja a világbajnokság megszervezését, mígnem váratlanul levelet kap Enrique Buerótól. Buero és dél-amerikai kapcsolatai finanszírozni fogják az első világbajnokságot, remélve, hogy ezáltal Uruguay és más dél-amerikai országok ismertebbé válnak. 1930-ban Uruguay megnyeri az első világbajnokságot. Rimet marad a FIFA elnöke, aki átvészeli a nagy gazdasági világválságot, a fenyegető háborút és a FIFA-tagok közötti nézeteltéréseket. Rimet megszervezi az 1938-as világbajnokságot, de 1942-ben és 1946-ban a második világháború miatt nem tudja megszervezni a tornát. 
A háború után Rimet még két világbajnokságot szervezett 1950-ben és 1954-ben. A világbajnokságra az érdeklődés jelentősen növekedett, és a világ számos pontján számos új tag csatlakozott. Sok év után a FIFA-t már João Havelange elnök irányítja. Havelange úgy látja, hogy a FIFA egy pénzügyileg zűrös szervezet, és azon dolgozik, hogy különböző szponzorokat találjon a működés finanszírozására. A FIFA elnöki megbízatása alatt mindvégig van egy jobbkeze, Sepp Blatter, aki kíméletlen munkájával lenyűgözi Havelange-ot. Végül Blatter lesz a FIFA következő elnöke.
A FIFA-n belüli korrupció az évek során Havelange terjeszkedési törekvéseiből adódóan egyre inkább kiteljesedik. A FIFA elnökeként Blatter feladata, hogy megtisztítsa a korrupciótól a szervezetet, ami miatt nem számít népszerű elnöknek a tagság körében. Sok FIFA-tisztségviselő megpróbálja leszavazni őt hivatalából, mert megvesztegethetetlen. Egy 2006-os szavazáson Blatter úgy tudja megtartani elnöki tisztségét, hogy a FIFA korrupt tagjait megfélemlíti, és azzal fenyegetőzik, hogy leleplezi visszaéléseiket, ha nem támogatják a korrupcióellenes kampányát azzal, hogy őt választják meg a FIFA elnöki tisztségére.
A film azzal ér véget, hogy Blatter bejelenti, hogy Dél-Afrika lesz a 2010-es világbajnokság házigazdája.
|  | Itt a vége a cselekmény részletezésének! |

## Szereplők
| Szerep           | Színész            | Magyar hang    |
| ---------------- | ------------------ | -------------- |
| Jules Rimet      | Gérard Depardieu   | Reviczky Gábor |
| João Havelange   | Sam Neill          | Vass Gábor     |
| Sepp Blatter     | Tim Roth           | Epres Attila   |
| Carl Hirschmann  | Fisher Stevens     | Dunai Tamás    |
| Annette Rimet    | Jemima West        | Németh Borbála |
| Horst Dassler    | Thomas Kretschmann | Rákóczi Ferenc |
| Sir Stanley Rous | Martin Jarvis      | Kertész Péter  |
| Henri Delaunay   | Nicholas Gleaves   | Sipos Imre     |
| Robert Guérin    | Serge Hazanavicius | Rajkai Zoltán  |

## Forgatás
A forgatás Svájcban, Azerbajdzsánban, Franciaországban és Brazíliában zajlott, 2013. szeptember és 2013. október 25. között. A nyitójelenetet az azerbajdzsáni Sahil faluban lévő stadionban vették fel. 
A FIFA azt szerette volna, ha a filmet 2014-es a brazíliai labdarúgó-világbajnokság előtt bemutatják. A Howler Magazine szerint a film költségvetéséből 27 millió dollár közvetlenül a FIFA-tól származott, míg a fennmaradó 5 millió dollár az azerbajdzsáni kormánytól. 

## Kritikai visszhang
A Rotten Tomatoes-on A közös szenvedély 0%-os tetszési indexet ért el, tehát mind a 18 kritikus negatívan ítélte meg a filmet. A filmet a valaha készült egyik legrosszabb filmként tartják számon, és a Moldy Tomato díját is elnyert 2015-ben, mint az év legrosszabb kritikájú filmje. Több kritikus megjegyezte, hogy a ironikus, hogy a filmben Blatter mint korrupcióellenes harcos jelenik meg.  A film amerikai bemutatója egybeesett a 2015-ös FIFA korrupciós üggyel, amelyben a FIFA végrehajtó bizottságának több jelenlegi és korábbi tagját letartóztatták korrupció vádjával. A korrupciós vizsgálat a FIFA elnökének, Sepp Blatternek a lemondásához vezetett, miután évtizedekig tartó spekulációk és korrupciós vádak folytak a FIFA vezetése alatt.

## Bevétel
A Phoenix belvárosában található FilmBar mozi 9 dolláros bevételt jelentett, ami azt jelzi, hogy mindössze egy ember váltott jegyet a filmre. A filmet a forgalmazó, a Screen Media Films visszavonta a mozikból, miután a nyitóhétvége a pénztáraknál csalódást keltő volt. Észak-Amerikában végül minden idők legalacsonyabb bevételt hozó filmje lett, alulmúlva a korábbi negatív rekordot, amelyet a 2012-es I Kissed a Vampire című film tartott(1380 dollár).

## Fordítás
- Ez a szócikk részben vagy egészben  az   United Passions című angol Wikipédia-szócikk fordításán alapul.  Az eredeti cikk szerkesztőit annak laptörténete sorolja fel. Ez a jelzés csupán a megfogalmazás eredetét és a szerzői jogokat jelzi, nem szolgál a cikkben szereplő információk forrásmegjelöléseként.